# Hradzianka
Hradzianka (vitryska: Градзянка) är en by i Belarus.   Den ligger i voblasten Mahiljoŭs voblast, i den centrala delen av landet, 90 km sydost om huvudstaden Minsk. Hradzianka ligger 172 meter över havet och antalet invånare är 440.

## Natur och klimat
Terrängen runt Hradzianka är mycket platt. Runt Hradzianka är det ganska glesbefolkat, med 29 invånare per kvadratkilometer.. Det finns inga andra samhällen i närheten.
I omgivningarna runt Hradzianka växer i huvudsak blandskog.